# Virginia Slims of Chicago 1975
Virginia Slims of Chicago 1975  — жіночий тенісний турнір, що проходив на закритих кортах з килимовим покриттям Chicago Amphitheatre у Чикаго (США) в рамках Світової чемпіонської серії Вірджинії Слімс 1975. Тривав з 10 до 15 лютого 1975 року. Третя сіяна Маргарет Корт здобула титул в одиночному розряді й отримала за це 15 тис. доларів США.

## Фінальна частина

### Одиночний розряд
Маргарет Корт —  Мартіна Навратілова 6–3, 3–6, 6–3

### Парний розряд
Кріс Еверт /  Мартіна Навратілова —  Маргарет Корт /  Ольга Морозова 6–2, 7–5

## Розподіл призових грошей
| Дисципліна       | П       | F      | 3-тє   | 4-те   | ЧФ     | 1/8    | 1/16 |
| Одиночний розряд | $15,000 | $8,500 | $4,600 | $3,800 | $2,100 | $1,100 | $550 |